# 아시아 초성단
《아시아 초성단》은 2023년 11월 25일부터 2024년 3월 9일까지 중국에서 방송된 아이돌 오디션 프로그램이다. 최종 선발자들은 LOONG 9으로 데뷔하게 된다.

## 최종 선발
| 순위 | 이름      | 예명 | 소속사 | 소속그룹          |
| ---- | --------- | ---- | ------ | ----------------- |
| 1위  | 올리 리우 | 올리 | 위에화 | LOONG 9           |
| 2위  | 리취안저  | 권철 | 위에화 | LOONG 9, NEXT     |
| 3위  | 시앤지펑  |      |        | LOONG 9           |
| 4위  | 콩손헤이  | 신시 | 위에화 | LOONG 9, 보이후드 |
| 5위  | 량시위    | 스위 | 위에화 | LOONG 9, 보이후드 |
| 6위  | 빠이쯔이  |      |        | LOONG 9           |
| 7위  | 원쩌쿠앙  |      |        | LOONG 9           |
| 8위  | 후앙이삔  |      |        | LOONG 9           |
| 9위  | 천리앙    |      |        | LOONG 9           |